# Pacesetter
La Pacesetter Ltd è stata una casa editrice statunitense di giochi di ruolo e da tavolo con sede in Delavan, Wisconsin, fondata nel 1984 da un gruppo di ex dipendenti della TSR. Tra i fondatori della compagnia sono Mark Acres (amministratore delegato), Troy Denning, Stephen Sullivan, Mark Acres, Andria Hayday, Gaye Goldsberry O'Keefe, Gali Sanchez, Garry Spiegle, Carl Smith e Michael Williams.

## Storia
Nel periodo tra il 1983 e il 1984 la TSR attraversò un periodo di crisi e licenziò molti dipendenti. Un gruppo di questi si unì e fondò il 23 gennaio 1984 la Pacesetter.
Nel primo anno di attività pubblicò tre giochi di ruolo, l'ambientazione horror Chill, quella di viaggi nel tempo Timemaster e quella di science fantasy Star Ace. Tutti e tre i regolamenti condividono lo stesso sistema di gioco leggero e facile da apprendere, basato su una creazione del personaggio mista casuale/allocazione di punti e una tabella universale di risoluzione delle azioni. Le ambientazioni avevano un approccio "leggero" al proprio genere e un tono umoristico e nel complesso erano indirizzati ad attrarre nuovi giocatori. Ogni regolamento includeva un'avventura introduttiva che poteva essere giocata immediatamente, senza leggere il manuale. Tutte e tre le linee di prodotti furono ben supportate e tra il 1984 e il 1984 la Pacesetter pubblicò circa una dozzina di supplementi per ognuna.
Oltre ai giochi di ruolo la Pacesetter entrò anche nel campo dei giochi da tavolo, nel 1985 pubblicò Wabbit Wampage (Mark Acres) in cui i conigli sono in lotta contro il fattore, vincitore del Charles S. Roberts Award per "Best Fantasy or Science-Fiction Board Game" del 1985 e Chill: Black: Black Morn Manor (Troy Denning). Nel 1986 pubblicò Wabbit's Wevenge, un seguito di Wabbit Wampage.
Nell'estata 1985 pubblicò il primo volume di quella che avrebbe dovuto essere una trilogia, Sandman: Map of Halall, portando all'estremo il concetto di avventura introduttiva, questa era un sistema di gioco privo di un manuale base, il master doveva solo leggersi l'avventura e questa conteneva tutte le informazioni necessarie per essere giocata. I giocatori interpretano dei personaggi che si risvegliano amnesiaci a bordo di un treno cacciati da un'entità detta "Sandman". Per lanciare la nuova linea la Pacesetter offrì un premio di 10.000 dollari per la prima persona che sarebbe stata capace di scoprire chi fosse in realtà "Sandman" e i personaggi prima della pubblicazione del terzo numero della trilogia.
Un altro innovativo prodotto fu Creature Feature (1986), un supplemento per Chill che permetteva ai giocatori di interpretare il ruolo di mostri. Pur non essendo il primo prodotto a proporre i mostri come personaggi giocanti, Monsters! monsters! della Metagaming Concept risale a dieci anni prima, fu probabilmente il primo gioco di ruolo a proporre come giocabili i mostri di un'ambientazione urban fantasy.
Comunque nonostante i nuovi prodotti nel 1986 la Pacesetter fu forzata a chiudere per una varietà di motivi, una sottocapitalizzazione iniziale, uno staff troppo grande rispetto ai prodotti venduti e il livello di qualità delle pubblicazioni troppo caro da mantenere. A tutto ciò si aggiunge un contabile che successivamente fu condannato per pratiche contabili scorrette.
Chill venne ceduto alla Mayfair Games, che pubblicò una seconda edizione nel periodo 1990-1996 e successivamente ceduto alla OtherWorld Creation. Le altre linee di giochi e le rimanenze di magazzino furono rilevati dalla 54° 40' Orphyte, che pubblicò due avventure per Timemaster per cedere a sua volta i diritti sui giochi. Star Ace venne acquistato da Philip Reed, presidente della Ronin Arts. Il 27 aprile 2011 la Goblinoid Games ha annunciato di aver acquisito Timemaster e il marchio e logo della Pacesetter.